# Bundesliga 2019-20 (Austria)
La temporada 2019-20 fue la 108a edición de la Bundesliga de Austria, la máxima categoría del fútbol profesional en Austria. El campeonato comenzó el 26 de julio de 2019 y finalizó en mayo de 2020. El Red Bull Salzburg es el vigente campeón del torneo.

## Formato de competencia
El torneo se divide en dos etapas, en la primera etapa o temporada regular los doce clubes se enfrentan todos contra todos en dos ocasiones (una en campo propio y otra en campo contrario) completando 22 fechas. A continuación en la segunda etapa el torneo se divide en dos grupos el Grupo campeonato, que enfrenta a los seis primeros de la temporada regular que luchan por el título y el Grupo descenso que lo disputan los equipos ubicados desde la séptima a la duodécima posición de la temporada regular que luchan por evitar el descenso a la Primera liga o Erste Liga.
Se juega bajo el reglamento FIFA con un sistema de puntuación de 3 puntos por victoria, 1 por empate y ninguno en caso de derrota.
Al final, el que sume más puntos, obtiene el título de campeón de la Bundesliga y la clasificación para la próxima edición de la Liga de Campeones de la UEFA. El segundo y tercer clasificado obtienen una plaza en la UEFA Europa League. El equipo con menos puntos al término de la liga es descendido a la Erste Liga (segunda categoría).

## Ascensos y descensos
El FC Wacker Innsbruck descendió después de solo una temporada. El WSG Wattens fue promovido como campeón de la Primera Liga de Austria 2018-19 por primera vez desde la temporada 1970-71, al iniciar esta temporada cambió su nombre a WSG Tirol.
| Pos. | Descendido de la Bundesliga (Austria) 2018-19 |
| ---- | --------------------------------------------- |
| 12.º | Wacker                                        |

| Pos. | Ascendido de la Primera Liga de Austria 2018-19 |
| ---- | ----------------------------------------------- |
| 1.º  | WSG Wattens                                     |

## Equipos participantes
| Club               | Ciudad             | Estadio              | Capacidad |
| ------------------ | ------------------ | -------------------- | --------- |
| Admira             | Mödling            | BSFZ-Arena           | 10.800    |
| Austria Viena      | Viena              | Generali Arena       | 17.500    |
| Hartberg           | Hartberg           | Stadion Hartberg     | 4.500     |
| LASK               | Pasching           | Waldstadion Pasching | 7.870     |
| Mattersburg        | Mattersburg        | Pappelstadion        | 17.100    |
| Rapid Viena        | Viena              | Allianz Stadion      | 28.000    |
| Red Bull Salzburgo | Salzburgo          | Red Bull Arena       | 30.188    |
| Rheindorf Altach   | Altach             | Stadion Schnabelholz | 8.500     |
| St. Pölten         | Sankt Pölten       | NV Arena             | 8.000     |
| Sturm Graz         | Graz               | Merkur Arena         | 15.323    |
| Wolfsberger        | Wolfsberg          | Lavanttal-Arena      | 7.300     |
| WSG Tirol          | Wattens, Innsbruck | Tivoli Stadion Tirol | 17.400    |

## Tabla de posiciones

### Temporada regular
| Pos. | Equipo            | Pts. | PJ | G  | E  | P  | GF | GC | Dif. | Clasificación 2019–20    |
| ---- | ----------------- | ---- | -- | -- | -- | -- | -- | -- | ---- | ------------------------ |
| 1    | Red Bull Salzburg | 48   | 22 | 14 | 6  | 2  | 74 | 26 | +48  | Ronda por el campeonato  |
| 2    | LASK              | 48   | 22 | 17 | 3  | 2  | 50 | 20 | +30  | Ronda por el campeonato  |
| 3    | Rapid Viena       | 40   | 22 | 11 | 7  | 4  | 47 | 26 | +21  | Ronda por el campeonato  |
| 4    | Wolfsberger       | 38   | 22 | 11 | 5  | 6  | 50 | 27 | +23  | Ronda por el campeonato  |
| 5    | Sturm Graz        | 32   | 22 | 9  | 5  | 8  | 37 | 28 | +9   | Ronda por el campeonato  |
| 6    | Hartberg          | 29   | 22 | 8  | 5  | 9  | 36 | 50 | −14  | Ronda por el campeonato  |
| 7    | Austria Viena     | 25   | 22 | 5  | 10 | 7  | 33 | 36 | −3   | Ronda por la permanencia |
| 8    | Rheindorf Altach  | 24   | 22 | 7  | 3  | 12 | 34 | 44 | −10  | Ronda por la permanencia |
| 9    | Admira            | 19   | 22 | 4  | 7  | 11 | 24 | 43 | −19  | Ronda por la permanencia |
| 10   | WSG Tirol         | 19   | 22 | 5  | 4  | 13 | 0  | 50 | −50  | Ronda por la permanencia |
| 11   | Mattersburg       | 18   | 22 | 5  | 3  | 14 | 26 | 52 | −26  | Ronda por la permanencia |
| 12   | St. Pölten        | 17   | 22 | 3  | 8  | 11 | 21 | 52 | −31  | Ronda por la permanencia |

Actualizado a los partidos jugados el 8 de marzo de 2020.
 Fuente: Bundesliga
Criterios de clasificación: =1) Puntos; 2) puntos entre sí; 3) diferencia de goles; 4) Goles marcados.[cita requerida]
Notas:
1. ↑  LASK se le dedujeron 6 puntos por romper las restricciones de la pandemia[1]

### Resultados
| Local \ Visitante     | ADM | AUS | HAR | LAS | MAT | RAP | RBS | RHE | STP | STU | TIR | WOL |
| --------------------- | --- | --- | --- | --- | --- | --- | --- | --- | --- | --- | --- | --- |
| Admira Wacker Mödling | —   | 0–0 | 0–1 | 0–1 | 1–3 | 0–3 | 1–1 | 2–0 | 1–1 | 0–2 | 3–1 | 0–3 |
| Austria Viena         | 1–1 | —   | 5–0 | 0–3 | 2–1 | 1–3 | 2–2 | 2–0 | 0–0 | 1–0 | 2–3 | 1–1 |
| Hartberg              | 4–1 | 2–2 | —   | 1–2 | 3–1 | 2–2 | 2–2 | 2–1 | 3–2 | 1–0 | 0–3 | 0–2 |
| LASK                  | 1–0 | 2–0 | 5–1 | —   | 7–2 | 0–4 | 2–2 | 2–0 | 4–1 | 3–3 | 1–1 | 0–1 |
| Mattersburg           | 1–2 | 1–5 | 2–1 | 0–1 | —   | 2–3 | 0–3 | 0–0 | 0–1 | 3–3 | 0–2 | 1–4 |
| Rapid Viena           | 5–0 | 2–2 | 3–3 | 1–2 | 3–1 | —   | 0–2 | 2–1 | 0–1 | 1–1 | 2–0 | 1–1 |
| Red Bull Salzburg     | 5–0 | 4–1 | 7–2 | 2–3 | 4–1 | 3–2 | —   | 6–0 | 2–2 | 2–0 | 5–1 | 5–2 |
| Rheindorf Altach      | 1–4 | 2–2 | 3–3 | 0–1 | 0–2 | 0–3 | 3–2 | —   | 6–0 | 1–2 | 3–2 | 2–1 |
| St. Pölten            | 2–2 | 2–2 | 1–3 | 0–3 | 0–0 | 2–2 | 0–6 | 0–3 | —   | 0–4 | 5–1 | 0–4 |
| Sturm Graz            | 4–1 | 1–1 | 3–1 | 0–2 | 1–2 | 0–1 | 1–1 | 1–2 | 3–0 | —   | 2–0 | 0–4 |
| Tirol                 | 1–1 | 3–1 | 0–1 | 0–2 | 1–3 | 0–2 | 1–5 | 0–4 | 1–1 | 1–5 | —   | 2–0 |
| Wolfsberger           | 2–2 | 3–0 | 3–0 | 1–3 | 5–0 | 2–2 | 0–3 | 5–2 | 4–0 | 0–1 | 2–2 | —   |

## Grupo campeonato

### Tabla de posiciones
| Pos. | Equipo                | Pts. | PJ | G  | E | P  | GF  | GC | Dif. | Clasificación 2020–21                              |
| ---- | --------------------- | ---- | -- | -- | - | -- | --- | -- | ---- | -------------------------------------------------- |
| 1    | Red Bull Salzburg (C) | 50   | 32 | 22 | 8 | 2  | 110 | 34 | +76  | Ronda de Play-Off de la Liga de Campeones          |
| 2    | Rapid Viena           | 38   | 32 | 17 | 7 | 8  | 64  | 43 | +21  | Segunda ronda de la Liga de Campeones              |
| 3    | Wolfsberger           | 35   | 32 | 15 | 9 | 8  | 69  | 43 | +26  | Fase de Grupos de la Liga Europa                   |
| 4    | LASK                  | 33   | 32 | 20 | 4 | 8  | 67  | 37 | +30  | Tercera ronda de la Liga Europa                    |
| 5    | Hartberg (O)          | 27   | 32 | 12 | 6 | 14 | 52  | 74 | −22  | Play-offs para entrar en la Liga Europa de la UEFA |
| 6    | Sturm Graz            | 19   | 32 | 10 | 5 | 17 | 46  | 60 | −14  |                                                    |

Actualizado a los partidos jugados el 5 de julio de 2020.
 Fuente: Bundesliga
Notas:
1. ↑  LASK se le dedujeron 4 puntos por violar las regulaciones con respecto al coronavirus[2]

### Resultados
| Local \ Visitante | HAR | LAS | RAP | RBS | STU | WOL |
| ----------------- | --- | --- | --- | --- | --- | --- |
| Hartberg          | —   | 1–5 | 0–1 | 0–6 | 1–2 | 3–3 |
| LASK              | 1–2 | —   | 0–1 | 0–3 | 4–0 | 0–1 |
| Rapid Viena       | 0–1 | 3–1 | —   | 2–7 | 4–0 | 2–1 |
| Red Bull Salzburg | 3–0 | 3–1 | 2–0 | —   | 5–2 | 2–2 |
| Sturm Graz        | 1–4 | 0–2 | 2–3 | 1–5 | —   | 1–2 |
| Wolfsberger       | 2–4 | 3–3 | 3–1 | 0–0 | 0–0 | —   |

## Grupo descenso

### Tabla de posiciones
| Pos. | Equipo           | Pts. | PJ | G  | E  | P  | GF | GC | Dif. | Clasificación o descenso 2020-21                   |
| ---- | ---------------- | ---- | -- | -- | -- | -- | -- | -- | ---- | -------------------------------------------------- |
| 1    | Austria Viena    | 34   | 32 | 12 | 11 | 9  | 49 | 47 | +2   | Play-offs para entrar en la Liga Europa de la UEFA |
| 2    | Rheindorf Altach | 26   | 32 | 10 | 8  | 14 | 45 | 53 | −8   | Play-offs para entrar en la Liga Europa de la UEFA |
| 3    | St. Pölten       | 25   | 32 | 8  | 10 | 14 | 39 | 65 | −26  |                                                    |
| 4    | Mattersburg      | 21   | 32 | 8  | 6  | 18 | 39 | 64 | −25  | Desciende a la Primera Liga de Austria 2020-21     |
| 5    | Admira           | 18   | 32 | 6  | 10 | 16 | 29 | 57 | −28  |                                                    |
| 6    | WSG Tirol        | 16   | 32 | 6  | 8  | 18 | 34 | 66 | −32  |                                                    |

Actualizado a los partidos jugados el 4 de julio de 2020.
 Fuente: Bundesliga
Notas:
1. ↑  Mattersburg se declaro en quiebra y se retiró de la liga el 5 de agosto, evitando el descenso Del WSG Tirol[3]

### Resultados
| Local \ Visitante | ADM | AUS | MAT | RHE | STP | TIR |
| ----------------- | --- | --- | --- | --- | --- | --- |
| Admira            | —   | 0–2 | 0–2 | 1–1 | 0–3 | 0–3 |
| Austria Viena     | 1–0 | —   | 1–0 | 0–2 | 2–5 | 1–0 |
| Mattersburg       | 1–2 | 1–4 | —   | 1–1 | 2–0 | 4–1 |
| Rheindorf Altach  | 1–1 | 1–2 | 1–1 | —   | 2–0 | 1–1 |
| St. Pölten        | 0–3 | 1–1 | 1–0 | 2–0 | —   | 1–1 |
| WSG Tirol         | 0–0 | 1–2 | 0–1 | 0–1 | 0–5 | —   |

## Europa League Playoffs
El ganador y el subcampeón de la ronda de descenso jugarán un partido de semifinales de una sola ronda. El ganador jugará la final contra el equipo que ocupa la quinta posición de la ronda de campeonato para determinar al tercer participante de la Liga Europa.

### Semifinal
| 8 de julio de 2020 | Austria Viena | 1:0 (1:0) | Rheindorf Altach | Genarali-Arena, Viena          |                                |
| 20:30 CET          | - Wimmer 27'  |           |                  | Árbitro(s): Sebastian Gishamer | Árbitro(s): Sebastian Gishamer |

### Final
| 11 de julio de 2020 | Austria Viena              | 2:3 (0:1) | Hartberg                     | Genarali-Arena, Viena         |                               |
| 17:00 CET           | - Pichler 56' - Wimmer 79' |           | - 10' 54' Tadić - 74' Dossou | Árbitro(s): Christopher Jäger | Árbitro(s): Christopher Jäger |

| 15 de julio de 2020 | Hartberg | 0:0 (Global 3:2) | Austria Viena | Stadion Hartberg, Hartberg        |                                   |
| 20:30 CET           |          |                  |               | Árbitro(s): Manuel Schüttengruber | Árbitro(s): Manuel Schüttengruber |

## Goleadores
- Actualizado al 5 de julio 2020
| Rank | Jugador             | Club              | Goles |
| ---- | ------------------- | ----------------- | ----- |
| 1    | Shon Weissman       | Wolfsberg         | 30    |
| 2    | Patson Daka         | Red Bull Salzburg | 24    |
| 3    | Taxiarchis Fountas  | Rapid de Viena    | 19    |
| 4    | Christoph Monschein | Austria Viena     | 17    |
| 5    | Erling Haaland      | Red Bull Salzburg | 16    |
| 6    | Dario Tadić         | Hartberg          | 15    |
| 7    | Sinan Bakış         | Admira            | 12    |
| 7    | Zlatko Dedić        | WSG Tirol         | 12    |
| 7    | Andreas Gruber      | Mattersburg       | 12    |
| 7    | Klauss              | LASK              | 12    |